# Relações entre Portugal e Ucrânia
As relações entre Portugal e Ucrânia são as relações diplomáticas estabelecidas entre a República Portuguesa e a Ucrânia.

## História
- A República Portuguesa reconheceu a Ucrânia como Estado Soberano a 7 de janeiro de 1992[1].
- As relações políticas entre a Ucrânia e Portugal foram estabelecidas a 27 de janeiro de 1992[1].
- A Embaixada de Portugal em Kyiv foi inaugurada em dezembro de 1993. Em março de 2000, a Missão Diplomática da Ucrânia foi fundada em Lisboa[1].